# Kraftwerk
Kraftwerk és un grup musical alemany, pioner de la música electrònica, fundat el 1970 pel pianista Ralf Hütter (1946), i el flautista Florian Schneider Esleben (1947-2020). Ambdós són músics de formació clàssica que abandonaren progressivament els instruments tradicionals per investigar la creació de sons, la interpretació i composició per mitjans electrònics.
Kraftwerk («central elèctrica» en alemany), és considerada com una de les formacions més influents i revolucionàries de les darreres dècades. La seva petja s'ha estès més enllà de la música electrònica pura (on hi ha gèneres que mostren clarament la seva influència, com per exemple el techno, l'electro, el tecnopop, etc.), i han arribat a influir molts músics d'estils aparentment tan allunyats del seu com el rock, el jazz o el New Age, i fins i tot artistes d'àmbits extra musicals com pintors, coreògrafs, directors de cinema o escriptors. També ha set un intent seriós per crear una música popular amb un so, idiosincràsia i llenguatge purament centreeuropeu però amb vocació internacional, com a resposta, sovint irònica, al monopoli cultural i comercial de la música anglosaxona. Segons Guillem Vidal, Autobahn (1974), Trans-Europe Express (1977),  The man machine (1978) i Computer world (1981) són discos sense els quals seria difícil entendre part de la música d’avui.
Alguns dels músics o artistes que han demostrat devoció per Kraftwerk van ser David Bowie, Rainer Werner Fassbinder, Afrika Bambaatah, Aleksandr Balanescu quartet, U2, Depeche Mode, Orchestral Manoeuvres in the Dark, John Foxx, R.E.M., Divine Comedy, Moby, Talking Heads, The Human League, New Order, Gary Numan, Pet Shop Boys, Madonna, Simple Minds, Jeff Mills, Michael Jackson, Yellow Magic Orchestra o Michel Houellebecq, entre molts d'altres.

## Història

### Organisation
Ralf Hütter i Florian Schneider-Esleben es conegueren a unes classes d'improvisació el 1968 al Conservatori de Düsseldorf. Amics des del primer moment, decidiren de formar una societat indissoluble que ha durat una mica més de quaranta anys. Tots dos provenien d'un ambient molt similar: famílies benestants, d'un alt nivell cultural, sotmesos a una enorme pressió per a adquirir la millor educació possible; compartint tant una extensa formació acadèmica en altres matèries a part de la música (arquitectura, belles arts, idiomes, etc.), com tot un seguit de punts de vista força provocadors per a aquell temps.
Crearen el grup obert d'improvisació, Organisation, amb què enregistraren un disc, Tone Float, el 1970, amb el productor Conny Plank on, a part de Ralf Hütter a l'orgue i Florian Schneider a la flauta i el violí, hi apareixien altres músics. El nul èxit del disc, sumat a la incomoditat que els dos fundadors patiren amb el virtuosisme exhibicionista dels seus col·legues, els portà a crear un nou duet on, amb el nom de Kraftwerk. Inspirats per les experiències electròniques de Karlheinz Stockhausen o d'Edgar Varèse, començaren a experimentar amb les possibilitats de creació sonora amb elements electrònics, que en aquell temps encara eren molt rudimentaris.

### Neix un nou concepte
Tot i que els sons del nou grup encara eren generats per instrumentació convencional -manipulada electrònicament-, la música, filosofia i sonoritat final de tot plegat suposaren un trencament total amb la resta de formacions alemanyes més avançades del moment. Mentre grups com Tangerine Dream, Popol Vuh o Ash-Ra Tempel (amb noms anglosaxons o amb ressonàncies místiques) utilitzaven l'electrònica com a mitjà d'evasió d'inspiració còsmica, ideal per a les experiències lisèrgiques d'alguns, i d'altres com Can o Amon Düül (també amb noms anglosaxons o místics), improvisaven amb la instrumentació roquera habitual, Kraftwerk es presentaven com a únics defensors d'una identitat absolutament germànica, basada en el so electrònic implacable, amb una temàtica inspirada en la vida quotidiana. Ferms militants en contra de les drogues, les consideraven com a adormidores del cervell. La seva música tendiria cada cop més cap a una estructuració més rígida, una rítmica precisa, freda i contundent, i unes melodies i harmonies que no defugien ser taral·larejables.
El primer disc que editaren sota aquest ideari fou Kraftwerk, encara molt abstracte però que significà un pas endavant respecte a l'anterior. Amb temes molt més estructurats, l'àlbum pretenia obrir una via totalment oposada al moviment hippy del moment, però amb una voluntat de l'elegància aristocràtica, defugint la grolleria o l'insult. Tant el grup com el disc apareixien, davant les modes i ideologies de llavors, com la cosa més antipàtica que hom pogués inventar-se. Tot i això, Kraftwerk va tenir un inesperat succés de vendes a Alemanya.

## La primera transició i el naixement dels Kling Klang Studios
Als seus directes, on exhibien una actitud distant i reservada, més pròpia d'un duet de música clàssica que els excessos corporals d'una estrella del rock, comptaren amb la col·laboració de Klaus Dinger a la bateria i Michael Rother a la guitarra. Aquests darrers van abandonar el grup per crear Neu! l'any 1971, un duet que, en clau molt més roquera, esdevingué també molt influent en el so de moltes bandes futures.
Després d'aquests darrers canvis, farts de les discussions, Ralf i Florian decidiren prescindir de bateries, que, segons ells, sempre acaparaven protagonisme. Per a Ralf i Florian els solos que els percussionistes reclamaven pel seu lluiment eren extemporanis, trencaven el minimalisme rítmic, base consubstancial del seu concepte. La solució momentània fou, ras i curt, substituir l'instrumentista per una màquina: la caixa de ritmes de l'orgue de Ralf Hütter, que llavors només podia oferir ritmes preprogramats tipus bossanova, txa-txa-txa, samba, etc.
Amb aquesta base rítmica gravaren el seu segon disc, anomenat simplement Kraftwerk 2. L'àlbum fou un pas enrere cap a la divagació improvisada, tot i que amb un so més estilitzat. Comparat amb el seu debut, aquest nou àlbum, vist en conjunt, era molt més fluix i, de fet, tampoc no obtingué tan bones vendes. Una altra possible raó fou que la portada dels dos discos era molt similar, i molts possibles compradors assumiren que era només una reedició del primer LP. Poc després compraren el local on assajaven i el batejaren el nom d'un dels temes de Kraftwerk 2, «Kling Klang», joc de paraules al voltant del Ying Yang i de la paraula alemanya Klang que vol dir ‘so’.
Aquell mateix any, adquiriren el primer sintetitzador (un Minimoog), alhora que continuaven amb la construcció del seu propi instrumental electrònic a mida. Amb aquest nou material llençaren el 1973 el tercer disc, Ralf und Florian, on els dos homes encara s'encarregaven de tocar un bon grapat d'instruments "normals", però amb més èmfasi en els sons de gènesi electrònica pura, gràcies a la perícia que ràpidament adquiriren en la manipulació dels sintetitzadors. El disc té una paleta sonora molt més variada que els anteriors: tot i que encara treballaven amb la vella caixa de ritmes preprogramats, aconseguiren efectes rítmics que avançarien algunes de les estratègies que esdevindrien rutinàries a la música dance dels anys noranta. Les melodies eren també cada cop més clares, enganxoses i cristal·lines i predeien el que seria el so Kraftwerk del futur immediat. A més, Ralf cantava per primera vegada, tot i que sense text, a la cançó "Tanzmusik". L'última gran novetat fou la utilització per primera vegada del Vocoder, aparell emprat per les emisores de ràdio, per a generar les veus robòtiques. Aquest tipus de veus, que acabarien esdevenint una part fonamental en el so típic de Kraftwerk, aquí es podien escoltar breument al tema "Ananas Symphonie".
La crítica, tot i que encara despistada perquè no sabia com classificar la música que feia aquell grup, lloà el disc. No seria, però, fins al següent que no es produí el trasbals internacional.

### Autopistes, ràdios i trens
Encara amb la col·laboració del productor Conny Plank, Ralf i Florian feren una petita gira per presentar el seu darrer treball. A aquelles alçades, però, ja estaven farts dels ritmes sud-americans preprogramats de la seva caixa de ritmes i de treballar tan aïllats del món. Decidiren, llavors, reclutar un percussionista, Wolfgang Flür, un modest bateria d'un grup beat local, sense massa ego i disposat a fer el que calgués. Inventaren un nou instrument, que anomenarien percussió electrònica, consistent en un petit taulell subjectat per un trípode, on hi haurien instal·lat uns cercles metàl·lics que, en ser colpejats per dues varetes de ferro, produirien una connexió elèctrica que generaria un so percussiu metàl·lic. L'invent fou una veritable troballa per al concepte de grup que Kraftwerk cercava: la bateria tradicional era un instrument massa tosc i primitiu per a un grup que pretenia presentar-se a si mateix com futurista i, d'altra banda, una caixa de ritmes impossible de programar era una limitació excessiva. Amb el nou instrument, Kraftwerk va reeixir trencar per primera vegada amb la imatge salvatge del bateria de jazz o rock, i va donar a l'intèrpret del nou instrument un aspecte molt més científic.
Després de la petita gira, en la qual el nou aparell acaparava tota l'atenció, reclutaren el violinista Klaus Roeder. Amb aquesta formació de quartet gravaren el seu primer gran clàssic Autobahn (1974), una oda èpica i aparentment innocent dedicada a les autopistes alemanyes, que va ser n un inesperat i immens èxit a ambdues bandes de l'Atlàntic. Il·lustrava en llenguatge musical, «el Wirtschaftswunder (‘el miracle econòmic’), orgull de l'identitat d'un poble d'enginyers» d'aquesta època.
Aquest seria llur disc més revolucionari: era la primera vegada que algú feia autèntiques cançons electròniques, sense guitarres, ni baix, ni bateria; concebudes d'una manera minimalista; emprant efectes de so abstractes (en aquest cas, imitacions sintètiques d'automòbils i clàxons), no com una exploració divagatòria, sinó com a autèntica necessitat narrativa, amb la voluntat de fer-ne ús perfectament justificat dins del context general de l'obra, en un format inhabituals: més de 22 minuts (una faç completa d'una elapé).
Malgrat que a Autobahn encara hi ha petits fragments de guitarra, flauta i piano el disc té una actitud decididament electrònica. També, per primera vegada, s'atrevien a utilitzar les seves pròpies veus per a cantar textos recognoscibles, barrejades amb les robòtiques del Vocoder. En el seu moment, l'obra fou descrita per alguns com una barreja entre Stockhausen i els Beach Boys. Val a dir que «Autobahn»  circulava per a una perillosa línia, suspesa entre la frivolitat lúdica americana més desimbolta i la intel·lectualitat centreeuropea més culturalitzada.
El disc reeixí la fita inèdita d'arribar a les llistes dels deu més venuts als Estats Units. El que més va sorprendre a tothom és que als llocs on tingué més èxit fou als barris on la comunitat negra dominant. D'aquesta manera, és l'únic grup blanc que es podria vantar d'haver influït de debò en la música negra.
Poc abans de la gira americana, Klaus Roeder deixà el grup. Karl Bartos, jove músic de formació clàssica, fou el substitut que es faria càrrec d'una altra segona unitat de percussió electrònica. Amb aquest quartet quedaria establerta la que seria la formació clàssica de Kraftwerk per excel·lència, al llarg dels següents 16 anys: Ralf Hütter, sintetitzadors i veus sense tractament electrònic; Florian Schneider, sintetitzadors, seqüenciadors i veus electròniques; Karl Bartos, percussió electrònica i Wolfgang Flür, percussió electrònica.
Amb el grup renovat, la gira americana esdevingué l'espectacle musical més futurista del moment. La seva presència escènica, amb els quatre músics elegantment vestits, recordava la seriositat dels músics de cambra, però la seva música, tot i les fortes influències dels clàssics germànics com Schubert, Mozart o Hindemitz era molt allunyada del rock simfònic, tan en voga en aquell moment, avantposant una immediatesa desarmant, gairebé infantil, al virtuosisme barroc de l'estil de moda.
El següent any abandonaren definitivament l'ús d'instruments acústics, i passaren a ser l'únic quartet de música moderna que no utilitzava ni guitarres ni bateries de l'escena mundial. Trencaren amb el productor Conny Plank i fitxaren per a la discogràfica EMI Odeon. Amb aquesta canvi pretenien que, a partir de llavors, ningú prengués decisions per ells. Això els convertí en el primer grup autènticament independent, sense mànagers ni intermediaris, on els mateixos Ralf i Florian s'encarregaven de la part administrativa.
El 1975 enregistraren Radio-Aktivität/Radioactivity, el primer disc bilingüe, que jugava amb l'ambigu concepte de la radioactivitat com a energia i com a activitat radiofònica. Aquest seria el seu àlbum més fosc i irònic alhora, ple de perles, tan fredes com romàntiques, com la que dona el títol al disc. Tot i això, obtingué un ressò molt menor als Estats Units que l'anterior, mentre encara mantingué un alt nivell de popularitat i prestigi a Europa, especialment a França, on aconseguí arribar al número 1.
La influència de Kraftwerk començà a deixar-se veure en personatges com Brian Eno, Iggy Pop o David Bowie que en quedaren fascinats, tant per la música com per l'estètica.
Després de publicar la recopilació Exceller 8, l'any 1977 Kraftwerk reblaren una mica més el clau amb Trans Europa Express, que representà un pas més enllà en l'essencialisme melòdic, i l'abandó definitivu les vel·leïtats divagatòries, que encara cuejaven a Radioaktivität. És considerat com a una obra magna, un dels discs més històrics de la música moderna amb el ritme del sotrac del tren. Aquest és també el seu disc més nostàlgic, una espècie de cant elegíac i sentimental cap a una Europa que ja mai més no seria el que fou, presentat tot plegat sota un gens sentimentalista viatge en tren que avança, inexorablement, damunt d'un ritme metal·lic, repetitiu i poderós. Va ser samplejat el 1982 per Afrikan Bambaataa, per a rapejar-hi a sobre, al seu tema i àlbum Planet Rock, considerat el primer disc de hip-hop de la història. damunt del qual hi afegien una romàntica melodia d'inspiració schubertiana, servida amb un so semblant a una orquestra de corda sintètica i la veu monòtona de Ralf repetint la frase Trans Europe Express, com si fos una lletania religosa.
El disc esdevingué una apoteosi al mercat negre americà, i fou emprat pels DJs novaiorquesos per a fer alguns dels primers remixes. Paral·lelament, un altre fenomen, aparegut per aquelles dates i que sacsejaria la indústria musical, seria el punk el qual, de la nit al dia, escombraria tot el poder establert de les velles glòries del rock i el pop, que apareixien als ulls de la nova generació irada com a figures decadents. Curiosament, de tota aquesta crema només se'n salvaren ells, que foren aclamats per llur independència creativa i econòmica davant la indústria. El caliu rebut per part de gent d'ambdós fenòmens —la música disco negra i el punk anglès— els afalagà, però eren conscients que ells no formaven part de cap dels dos moviments: Kraftwerk mai no foren uns apologetes de l'hedonisme i el ball, així com la urgència vital, expressada a través de la violència verbal i física del punk, eren diametrament oposada al seu univers ideal d'elegància innocent i alhora irònica, d'equilibri entre home i màquina.

### A la recerca de la perfecció d'un estil: robots i computadores
Després de la seva mirada al passat vindrien els seus dos discos més futuristes i que, de llarg, hom ha considerat unànimement com els màxims clàssics de l'obra kraftwerkiana: Die Mensch Maschine/The Man Machine (1978) i Computerwelt/Computer World (1981).
Die Mensch Maschine és el disc amb una estètica més provocativa, des de la portada fins als sis temes que el conformen, cadascun d'ells peces seminals dels estils que apareixerien durant els següents quinze anys, des de l'ambient fins al house, del Techno pop fins a l'electro-funk. El petit tema «Das Model/The Model», considerat com la primera cançó tecnopop de la història -en la seva vessant més elegant-, fou reeditat en format single tres anys més tard a Anglaterra, i esdevingué número 1 de les llistes, demostrant que l'avançament musical i estètic de Kraftwerk era una evidència i que, per fi, semblava començar a ser assimilat i gaudit per una àmplia audiència nova que no arrossegava vells prejudicis.
A partir de llavors es produí un fenomen nou: inspirats per aquest disc, una miríada de nous grups -especialment anglesos-, començaren a inundar les llistes d'èxits amb temes de pop sintètic, en els quals adaptaven les sonoritats kraftwerkianes a les seves lletres i a les necessitats del pop de tres minuts, alhora que també es vestien amb corbata i es tallaven el cabell.Al llarg de tota la dècada Kraftwerk havia estat un grup impossible de classificar, que havia estat prou hàbil per ser acceptat i admirat per un públic cada vegada més ampli, però que havia fet camí en la més estricta solitud. A partir d'aquell moment no estarien mai més sols, encara que tampoc formarien part de cap d'aquests nous moviments amb els quals sempre procuraren mantenir-se'n al marge. Amb tot, sempre hi havia qui no entenia o compartia la seva actitud. No hi mancaven tampoc els qui, pel sol fet de trobar-se amb un grup alemany que no tenia cap recança a mostrar una imatge freda, els titllaven de nazis, com fou el cas d'un article molt poc documentat de Lester Bangs.
Davant la proliferació de clons, el grup es va retirar durant tres anys per establir l'estratègia a seguir. Durant aquest temps també aprofitaren per remodelar completament el seu Kling Klang Studio. Amb el nou aspecte més compacte que ara tenien els seus instruments (no hi havia cap instrument recognoscible, ni enlloc podia llegir-se els noms de les marques dels pocs teclats standard que empraven), enregistraren Computerwelt/Computer World (1981), dedicat al món dels ordinadors. Per presentar el nou àlbum emprengueren gira mundial que, amb un acompanyament visual senzill però revolucionari, representà el trencament més radical amb els espectacles de rock que mai s'havia fet fins aleshores.
El disc, temàticament i musical, representà el més ferm pas cap endavant del grup, presentant, amb un so més cru, aspre, pur en el seu concepte, sense cap cançoneta com ara «The Model». Va tenir un succés popular força important però no tan gros com el de l'anterior. Amb tot, la seva influència fou semblant i sonorament s'acostuma a considerar que és el que es manté més modern, encara avui dia.
Just al començament dels anys vuitanta apareixeria la tecnologia del sampleig, consistent a capturar sons preexistents mitjançant el sampler, per a utilitzar-los musicalment. El sampleig fou emprat per músics de tots tipus i fou l'eina bàsica per crear nous estils musicals, totalment deutors de Kraftwerk. De fet, poden vantar-se de ser el grup més samplejat de la història de la música, fins al punt de què alguns dels temes que empren els seus sons han esdevingut més famosos que els originals, que sempre gravavent amb molta cura. Aquesta situació nova desbordà les estratègies de futur del grup, molest per l'actitud d'aquesta nova onada de seguidors. Considerant-se robats impunement, començaren una frenètica activitat judicial, amb la que miraren de demandar tants aprofitats com pogueren. Finalment, es rendiren davant l'evidència que els nous estils musicals, basats en el sampleig de sons preexistents, més que no pas en la síntesi creativa de nous sons, acabarien essent acceptats per la indústria i el públic com una manera més de crear, per molt que els disgustés.

### Bicicletes i Boing-Boum-Tschaks
Els grups que s'havien emmirallat en ells acabaren evolucionant cap a un tipus d'instrumentació més tradicional, incloent-hi guitarres i bateries, o senzillament desapareixent. També és cert que, després de l'empatx sintètic, el públic tornava a demanar «herois de la guitarra», i tornaren a estar de moda els grups tipus Dire Straits, representants d'un estil de rock de gran qualitat però una fórmula molt més conservadora, de connexió comprovada amb el públic. L'excepció al nou corrent fou l'aparició dels anglesos Pet Shop Boys, fortament influïts per Kraftwerk però amb un ideari molt personal, i nascuts tot just quan tota la resta de grups tecnopop de la primera onada estaven desapareixent o reciclant en grups convencionals.
Enmig d'aquest panorama, el grup es va retreure durant tres anys més, per preparar un nou àlbum que semblava no arribar mai. Paral·lelament a tot això, Ralf s'afeccionà a la pràctica del ciclisme d'una manera obsessiva. Aquesta afecció fou emprada pel grup per anar a contracorrent fins i tot en això: mentre la típica estrella del rock es llançava a les drogues, Es dedicarien a una cura del cos gairebé ascètica però moderna. Ralf i Florian estaven convençuts que la seva imatge neta era la millor provocació. Se sentien enmig d'un món musical al qual hi havien anat a parar gairebé per accident, un món on solament s'hi trobaven còmodes quan feien exactament el contrari d'allò que s'esperava d'una estrella. Per a ells, el ciclisme era com una resposta purament europea a l'exemple, sempre admirat per ells, dels Beach Boys americans: mentre el grup de Califòrnia glorificava el surf, ells es dedicarien a glorificar una cursa tan europea com el Tour de França, amb el single del mateix nom, el 1983, cantat/parlat en francès.
El single fou un dels temes favorits per la població negra americana del moment, i va ser el succés més paradoxal de tots els que tingueren. «Tour de France» era un tema compost per un grup cent per cent alemany, de nom alemany (de difícil pronunciació per a un angloparlant), que parla d'una cursa francesa i cantat en francès: més europeu impossible. No passaren gaire setmanes fins que el tema fos inclòs a la banda sonora de la pel·lícula Breakdance (1983), i esdevingués un dels favorits dels balladors d'aquest estil, llavors recentment nascut, que apreciaven els ritmes robòtics sincopats del grup alemany.
El single havia d'anar dins el nou àlbum, però aquest no aparegué mai debut a diverses circumstàncies, entre les quals hi hauria un greu accident amb bicicleta de Ralf. Aquest nou llarg lapse de temps fou molt negatiu per a la continuïtat del grup. El nou perfeccionisme malaltís de Ralf i Florian esgotaven la paciència de Karl i Wolfgang, desitjosos de treure nou material.
Finalment, aquest aparegué el 1986, amb el títol d'Elektrik Cafe/Electric Café, en una època en què el panorama havia canviat del tot, des de l'aparició del ja llunyà Computerwelt. La fredor de llur nova proposta no fou compresa ni acceptada, i crítica i públic giraren l'esquena a un disc que no convencé a gairebé ningú: massa tard pel difunt tecnopop de principi dels anys vuitanta, massa aviat pel dance dels noranta.
Avui dia, el disc té una apreciació molt més alta que llavors. Se'n valoren més les aportacions (tanmateix, moltíssimes menys que els anteriors). Amb tot es veia un cert cansament de l'equip humà i de la fórmula kraftwerkiana, a més que alguns dels nous elements sonors no acabarien de quallar. En general, aquest seria el disc que potser ha suportat pitjor el pas del temps, si hom exceptua la ja clàssica suite de la primera cara, «"Boing Boum Tschak-Musique Non Stop», part important dels seus recents directes.
Davant la freda acollida d'aquesta obra, el grup no feu cap gira de promoció i es tornà a tancar al seu estudi, tot generant un nou silenci de cinc anys més. Aquest silenci acabà esgotant els dos percussionistes elèctrics que, cansats de tanta improductivitat, se n'anaren el 1987. Amb Fritz Hilpert, enginyer de so i músic que treballava als seus Kling Klang Studios, acabaren la penosa feina d'arxivar digitalment tota la seva obra i de refer els seus temes més representatius, amb uns ritmes més adients a l'època recent.

### Soroll i silenci
El 1991, en plena febre dance, Kraftwerk, pràcticament uns desconeguts per a la nova generació que ballava amb uns ritmes i sons que ho devien gairebé tot al grup alemany, feren una reaparició estel·lar amb el seu nou àlbum Die Mix/The Mix, versió maximalista dels temes més coneguts de la seva carrera, amb un tractament molt més aparatós. La barroquització dels esquemàtics temes originals era molt evident. A l'àlbum hi construïren unes estructures musicals molt més complexes, amb proliferació de segones i terceres veus i una poli-rítmia molt més sofisticada i posada al dia. Tot el que es perdia en subtilitat i màgia es guanyava en immediatesa i espectacularitat, i públic i crítica es dividí com no ho havia fet mai fins llavors amb un disc seu: per una banda, tota una nova generació d'afeccionats descobria qui eren els avis de tot allò que ballaven i queien de genolls admirats davant d'aquells pioners que havien estat fent aquell tipus de música amb dates tan anteriors, en un moment en què eren vistos com una raresa i, d'altra banda, els vells seguidors i crítics, molt menys impressionats, veien les noves versions com una espècie de sacrilegi cap a la col·lecció d'incunables de Kraftwerk. De fet, l'ex-membre Karl Bartos sempre havia protestat contra aquest àlbum, en què havia treballat al llarg de tots aquests anys fins que se'n va afartar. Més tard defensà l'opinió que tota aquella feinada hauria d'haver estat feta per músics contractats, mentre els autèntics Kraftwerk haurien d'haver dedicat les seves energies i creativitat a la creació de nou material. Però aquest punt de vista era impossible de ser compartit per a uns maniàtics del control del material propi com Ralf i Florian, que mai no havien vist amb bons ulls la ingent quantitat de versions que es feien de, per exemple, The Model.
Poc després de l'aparició de l'àlbum feren una nova gira, no tan revolucionària com la del 1981 però amb un èxit similar. De fet, per a tota aquella generació de gent que no els havia vist mai sí que ho fou de revolucionària. A partir de llavors es generà una nova onada de grups inspirats per aquelles actuacions. La gira serví també perquè els vells fans i crítics, decebuts amb el que els mateixos Kraftwerk s'havien fet a ells mateixos els perdonessin: a escena, el concepte semblava ara més poderós que mai.
Per a la gira contractaren un nou teclista que substituís Karl i, de pas, ajudés a mantenir l'estètica de quartet, ja clàssica de Kraftwerk. Després d'uns quants concerts amb el portuguès Fernando Abrantes, qui mantenia una actitud escènica massa extravertida, poc apreciada pels seguidors, la nova formació restà definitiva fins al 2007, amb la incorporació de Henning Schmitz, tècnic del "Kling Klang", també excel·lent teclista, professor de música del Robert Schumann Institut i una diplomatura com a enginyer de so.
Després de la gira, els renovats instrumentalment i humana Kraftwerk tornaren a tancar-se al llarg de la resta de la dècada, dins el silenci més llarg de tota la seva carrera. Al llarg d'aquest silenci, al món musical hi passà de tot. Als anys noranta només sortiren per a fer alguns concerts aïllats, sempre per a ocasions excepcionals (al Tribal Gathering de Londres, al Festival Sonar de Barcelona, a la inauguració del centre de les arts a Karlsruhe a Alemanya, etc.) sense presentar cap novetat rellevant respecte a la del 1991, amb l'excepció d'algun tema instrumental, que no feia més que incrementar les expectatives d'un públic i una crítica ansiosos.

### Unseglexxiple de nova energia
Al tombant del segle el grup va sorprendre tothom: presentaren el tema oficial per a la Expo Universal de Hannover 2000 amb el senzill «Expo 2000» (1999). L'esdeveniment tingué una certa part d'escàndol, per l'honorari de 400.000 marcs alemanys, pagats pels organitzadors de l'expo i el govern de Baixa Saxònia. La notícia provocà la divisió de l'opinió pública alemanya entre els que consideraven s'havia produït una estafa pública i els que defensaren la despesa. Els darrers arguïen que només a Alemanya es qüestiona que un músic cobri un honorari decent per un encàrrec així i que en canvi ningú no s'escandalitza pels honoraris anglosaxones exorbitants.
Amb la controvèrsia encara calenta, es van llençar a fer tot un seguit de concerts de prova del nou material tècnic, ara un revolucionari sistema controlat per quatre ordinadors centrals instal·lats damunt de quatre taules uniformes i compactes per a cada músic, que estèticament donaven una imatge encara més minimalista i neta. A aquesta alçada Kraftwerk ja era una espècie d'institució i molts d'aquests concerts foren esdeveniments contractats per ajuntaments i governs, com per exemple la inauguració del modern centre Cité de la Musique de París, on van fer el concert inaugural, davant d'una audiència formada per les autoritats públiques franceses.
El 2003 presentaren un nou àlbum de llarga durada, Tour de France Soundtracks; quelcom més que una revisitació del seu vell tema «Tour de France». En realitat és tota una obra conceptual al voltant del cos humà (entès com a màquina complexa) i la seva relació amb la bicicleta, màquina que necessita l'energia humana per a funcionar. L'aparent oportunisme del tema escollit (la reutilització d'un vell èxit) s'empetitia davant la realitat d'un disc conceptual, arriscat, que tornava a la puresa minimalista dels vells temps, i s'allunyava de l'aparatositat del seu anterior Die Mix, alhora que mantenia l'antenna posada a tot el que s'estava coent en aquell moment a l'escena electrònica.
Tot i unes poques reaccions basades en el prejudici, el cert és que l'àlbum fou rebut amb respecte i entusiasme per gairebé tota la crítica i públic afeccionat, fins al punt d'arribar a un sorprenent número 1 a Alemanya. Tour de France Soundtracks és potser el disc més elegant de la seva carrera, molt més agosarat del que a primera vista semblava: intentar reproduir amb so el silenci i soledat que hom sent anant en bicicleta.
Per a la promoció del disc emprengueren la gira mundial més llarga que mai havien fet. Tots els mitjans de comunicació internacionals es rendiren a l'espectacle en part futurista, en part nostàlgic, del grup, que tenia membres que ja s'acostaven a la seixantena. La gira fou recollida al primer àlbum en directe i DVD del grup Minimum Maximum (2005), nominats ambdós al millor àlbum de música electrònica per als Grammy i al millor DVD de l'any respectivament.
De llavors ençà continuaren fent aparicions estel·lars, com la del prestigiós festival de jazz de Montreux (2006), on el públic afeccionat al jazz es rendí davant l'evidència de la mestria d'aquells alemanys, que els serviren amb la seva habitual elegància aquell estil de música tan diferent al que estaven acostumats a escoltar i apreciar.
Pel 2008 Kraftwerk programaren una nova sèrie mundial de concerts. La llista de temes interpretats era pràcticament la mateixa que la de les darreres gires, amb petites excepcions, com la represa de «Komputer liebe/Computer Love» (1981) que no havien tocat més en directe des del 1992. La melodia d'aquest tema havia estat emprada (amb permís de Kraftwerk) pel grup Coldplay, al llur hit «Talk». La principal novetat d'aquests concerts fou la substitució del fundador Florian Schneider pel jove Stefan Pfaffe, qui des de feia uns anys s'encarregava de l'apartat visual dels concerts del grup, des del backstage. En una entrevista concedida a Nova Zelanda, Ralf Hütter excusà l'absència dels seu antic col·lega amb l'argument que era compromès amb altres projectes. Més tard, a començament del 2009, es confirma l'eixida definitiva de Florian Schneider, sense que ni ell ni Ralf Hütter en van explicar públicament les raons.
Al llarg del 2009, ja amb Ralf Hütter com a únic membre supervivent de la formació inicial, Kraftwerk augmenta ostensiblement la presència als escenaris. A part de continuar participant a nombrosos festivals internacionals, foren els artistes convidats a la gira sud-americana de Radiohead. Aquesta fou la primera vegada que el grup va acceptar de presentar l'acte de suport a un altre artista. Molts fans van ser perplexos: fins llavors, Kraftwerk havia rebutjat totes les ofertes que en aquest sentit els havien fet altres artistes, alguns d'ells noms tan famosos com el de David Bowie. La gira amb Radiohead, que passà per Mèxic, Argentina o Xile, entre altres països i en la qual ambdós grups tocaren principalment en estadis o grans espais a l'aire lliure, donà al grup la possibilitat de mostrar el seu treball a un públic molt més nombrós. Malgrat això, l'obligació de reduir la durada del concert, amb la supressió d'alguns temes icònics, sumada a la manca de nou material, l'absència d'un dels seus membres més carismàtics i el fet que la major part del públic anaven a veure l'altre grup va fer que els resultats de la gira els fossin ambivalents: així com incrementaren una mica el nombre d'admiradors entre els espectadors que s'havien sorprès agradablement, i els periodistes que no havien tingut l'oportunitat de veure mai Kraftwerk en directe, la premsa més especialitzada i els vells fans no es mostraren tan impressionats. A tot això cal afegir que molta part dels fans de Radiohead no tenia cap interès per la seva proposta, quan no es mostraven obertament contraris a ella.
Des del 2009, Kraftwerk ha experimentat amb animacions en 3D en les projeccions d'alguns concerts, en un intent de modernitzar la presència escènica. Aquesta innovació va ser apreciada tant per la premsa com pels fans, especialment durant el concert que van donar el 2 de juliol del 2009, al velòdrom de Manchester. El punt àlgid d'aquest esdeveniment fou quan els quatre membres de l'equip ciclista britànic, guanyador de la medalla d'or als Jocs Olímpics de Beijín 2008 amenitzaren la suite Tour de France, donant voltes al circuit, al ritme de la música, com si es tractés d'un ballet ciclista. La col·laboració de l'equip de ciclistes va fer d'aquest concert un dels més clamorosos èxits del grup als darrers temps i els va servir una mica per refer-se de l'agredolça experiència sud-americana amb Radiohead. Segons The Guardian, «Kraftwerk continua sonant tan fresc, innovador i estimulant com mai.»
El 2013 un concert previst a la Xina va ser prohibit en darrere instància, probablement perquè quinze anys abans, havien aparegut al cartell d'un concert Free Tibet a Washington, per bé que no hi havien tocat.
| «                  | La gran aportació de Kraftwerk ha estat fer-nos percebre música allà on crèiem que no n'hi havia. I així, descobrint el paisatgisme implícit en una autopista o component simfonies per a calculadores de butxaca. | » |
| — Nando Cruz, 2013 | |   |

### Discografia
- Tone Float (1970) és l'únic disc del grup efímer, Organisation, que Schneider i Hütter van crear i que es pot considerar com l'antecessor de Kraftwerk. No va tenir gaire succés.[23] Va ser llançat al Regne Unit, el que ja es pot considerar com a signal de llur aspiració internacional.[1]

Com a Kraftwerk:
- Kraftwerk (1970)
- Kraftwerk 2 (1971)
- Ralf und Florian (1973)
- Autobahn (1974)
- Radioaktivität/Radioactivity (1975)
- Trans Europa Express/Trans Europe Express (1977)
- Die Mensch Maschine/The Man Machine (1978)[24]
- Computerwelt/Computer World (1981)
- «Tour de France» (1983) (single)
- Elektrik Cafe/ Electric Cafe (1986)
- Die Mix/The Mix (1991)
- «Expo 2000» (1999) (senzill)
- Tour de France Soundtracks (2003)
- Minimum Maximum (2005) (doble CD en directe i DVD)
- 3D - Der Katalog (2017) Un florilegi de gravacions àudio i vídeo de concerts en directe.[25]

## Reconeixement
- 2014: Premi a la trajectòria pels Grammy Awards[26]
- 2018: Grammy al millor àlbum de música dance/electrònica per l'àlbum 3D - Der Katalog[27]
- 2021: Rock & Roll Hall Of Fame[28][29]